# 유현 (양성절후)
유현(劉賢, ? ~ ?)은 전한의 제후로, 평간경왕의 손자이다.

## 행적
아버지 유전의 뒤를 이어 양성후(陽城侯)에 봉해졌다. 시호를 절이라 하였고, 작위는 아들 유열이 이었다.

## 출전
- 반고, 《한서》 권15하 왕자후표 下

| 선대 아버지 양성민후 유전 | 전한의 양성후 ? ~ ? | 후대 아들 양성희후 유열 |